# Смоленская берёза

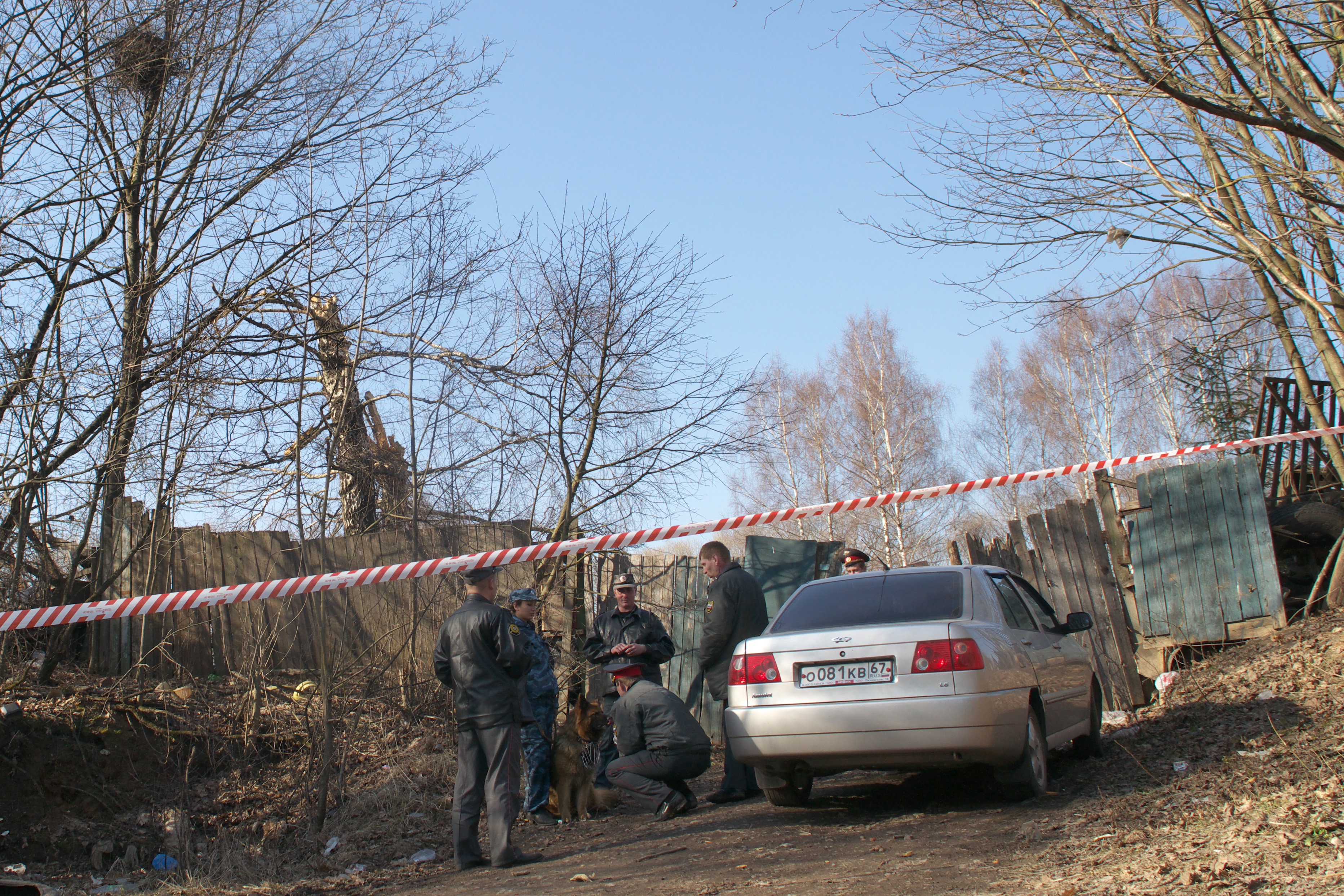
Берёза на заднем плане в день авиакатастрофы 10 апреля 2010 года

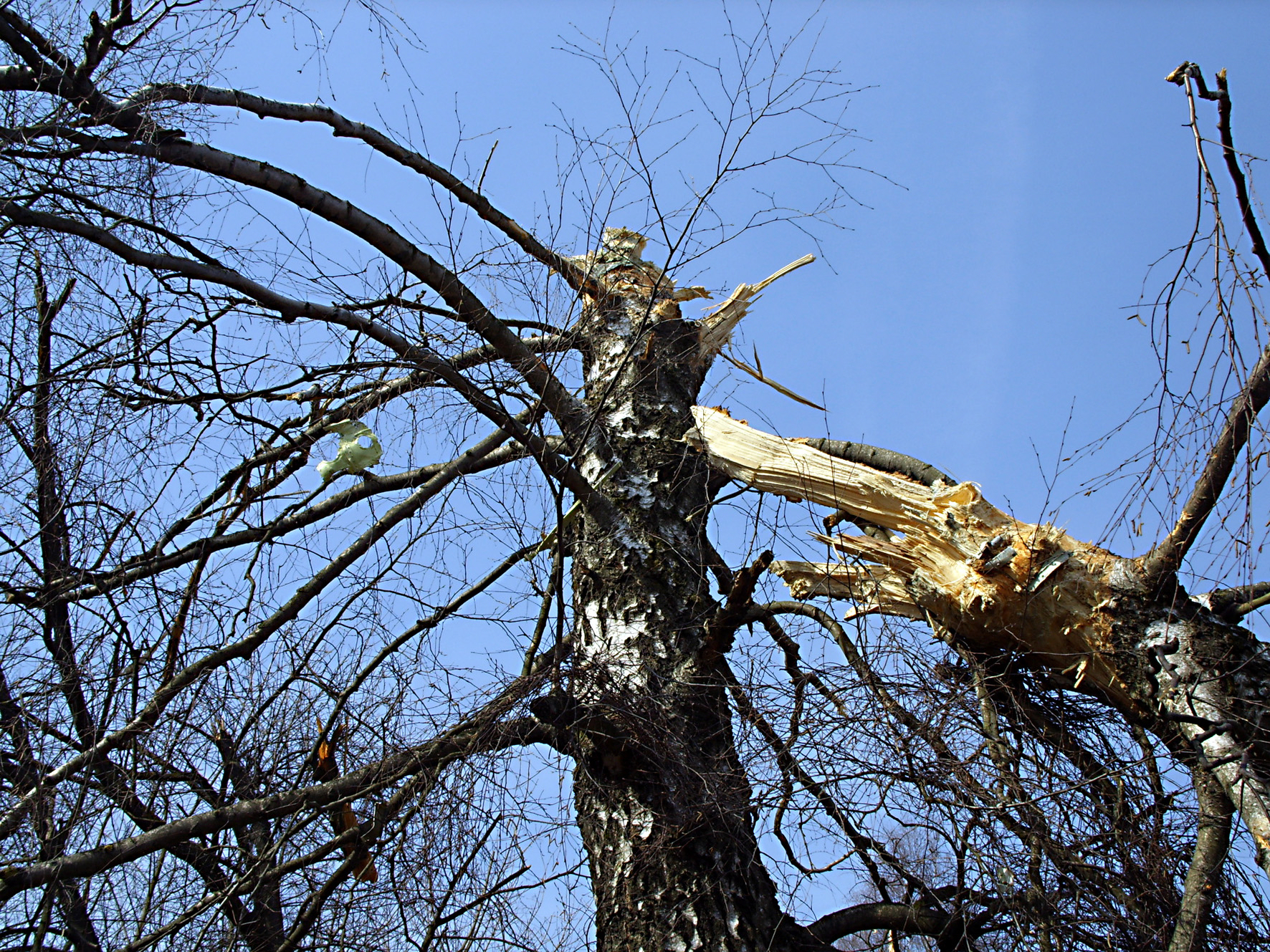
Сломанная берёза. Фотография сделана Межгосударственным авиационным комитетом

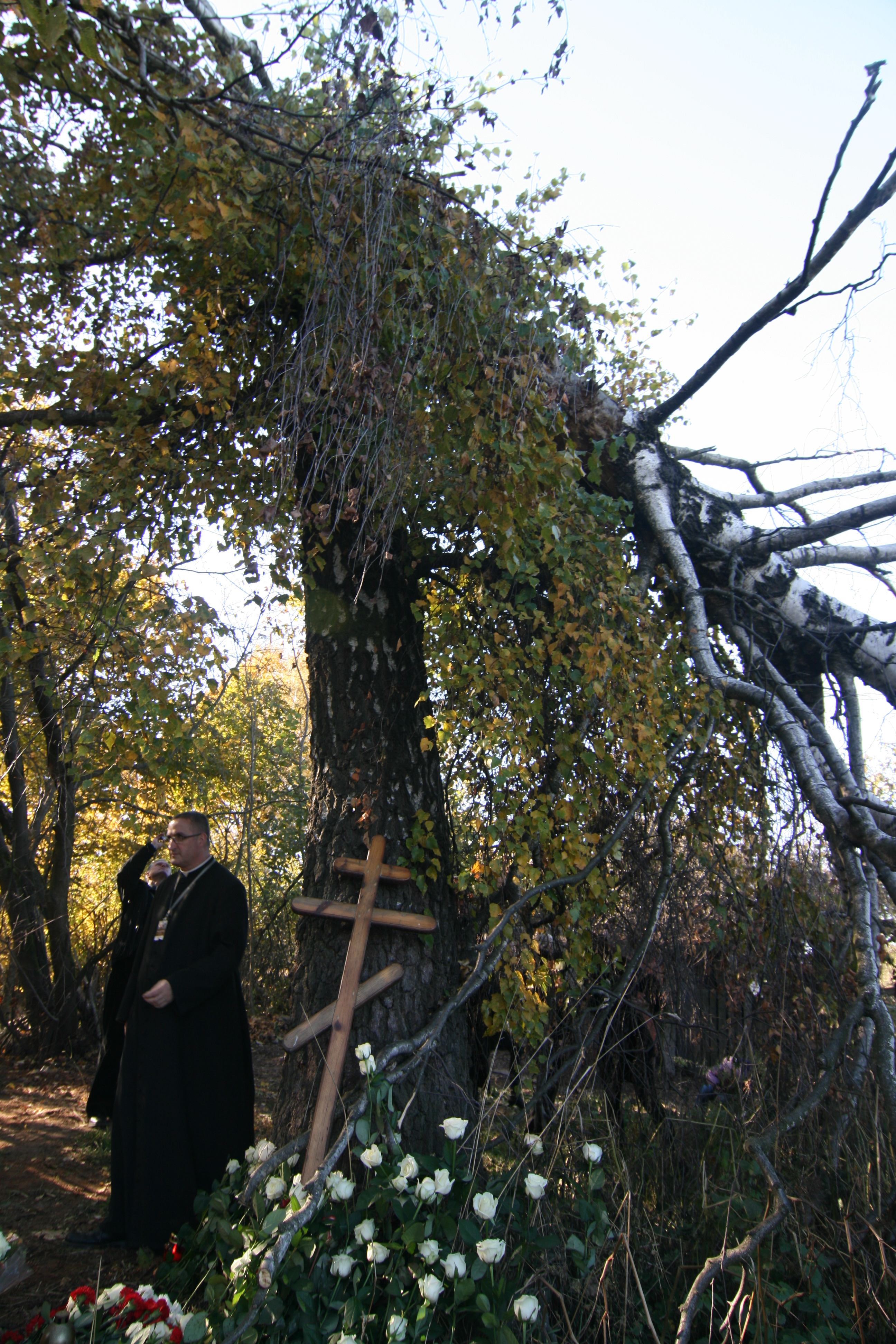
Смоленская берёза в октябре 2010 года

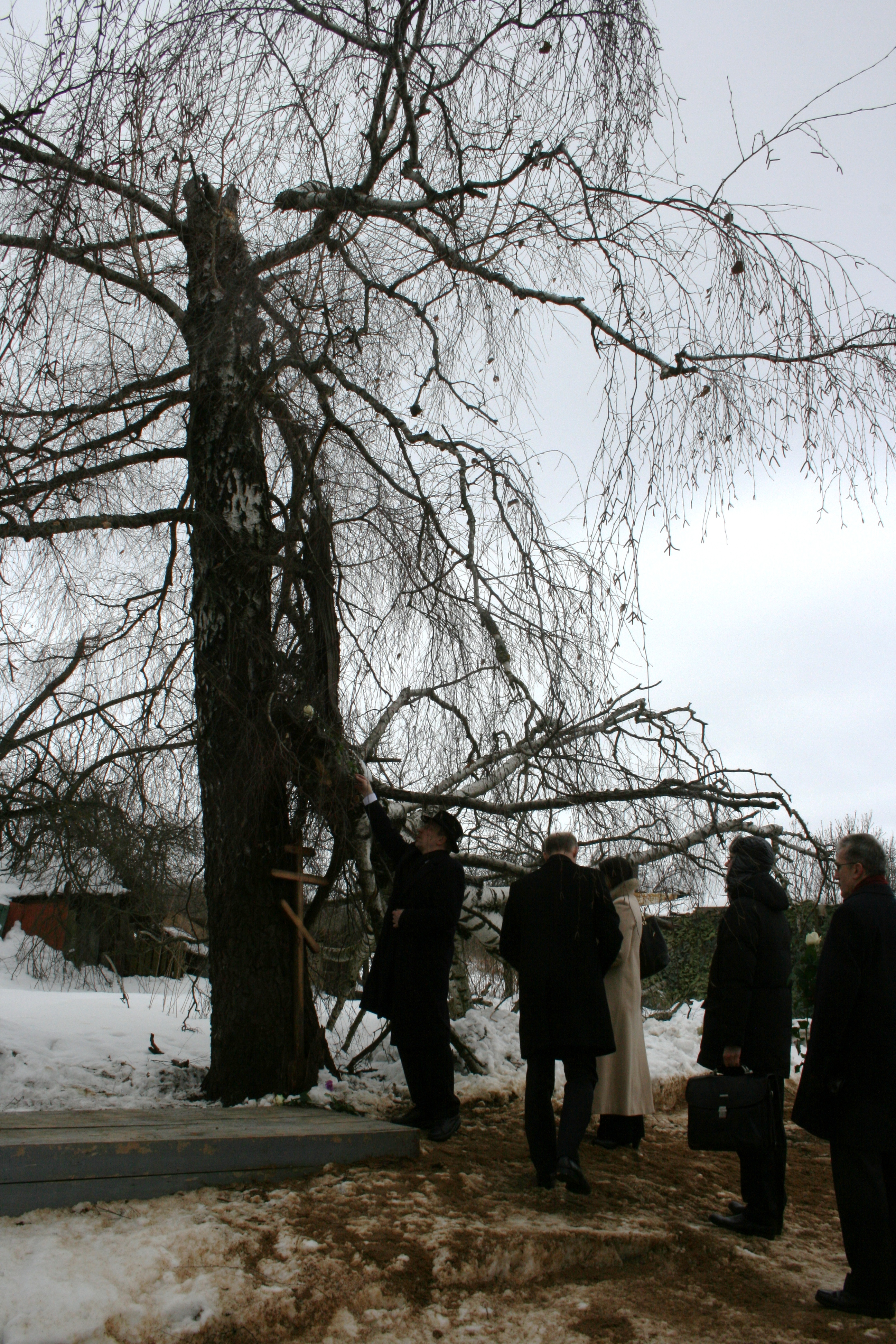
Польский министр Богдан Здроевский возлагает розу на берёзу. 10 апреля 2012 года

Смоленская берёза, в польских СМИ также употребляется и другое название — Бронированная берёза (пол. Brzoza smoleńska, Pancerna brzoza) — наименование берёзы, произрастающей примерно в 855 метрах на восток от взлётно-посадочной полосы военного аэродрома Смоленск-Северный. Дерево значительно пострадало во время авиакатастрофы 10 апреля 2010 года.

## История
При крушении самолета 10 апреля 2010 года был переломлен ствол дерева. Согласно документам Межгосударственного авиационного комитета и заключению польской Комиссии по расследованию авиационных происшествий государственной авиации, дерево сломалось от удара левой консоли крыла  самолёта Ту-154М 36-го специального авиационного полка Воздушных сил Польши, выполнявшего рейс из Варшавы в Смоленск.
Будучи одним из объектов расследования причин авиакатастрофы, берёза стала во многих польских средствах массовой информации, в общественном мнении и среди некоторых польских учёных одним из аргументов конспирологического покушения на жизнь находящихся в самолёте государственных польских деятелей. Противники официальных заключений Межгосударственного авиационного комитета и Комиссии по расследованию авиационных происшествий государственной авиации выразили сомнение в том, что берёза была сломана именно при крушении самолёта. Это породило обширную дискуссию в польском Сейме, средствах массовой информации и среди польской общественности. Противники официальных заключений, сравнивая различные фотографии дерева, утверждали, что, по их мнению, данное дерево было сломано ещё до авиакатастрофы и российские спецслужбы намеренно поместили в его ствол фрагменты самолёта, что якобы демонстрировало намерение российских спецслужб скрыть от мировой общественности истинные причины авиакатастрофы.
Согласно заключениям Межгосударственного авиационного комитета, слом дерева произошёл в 5,1 метра от уровня земли и в момент столкновения с деревом в его ствол вонзились фрагменты крыла. Фотография Межгосударственного комитета со сломанным деревом была опубликована в средствах массовой информации и в его заключительном документе.
В октябре 2010 года место падения самолёта впервые посетили 170 человек из числа родственников и близких погибших в катастрофе. Поминовение погибших прошло возле смоленской берёзы. В последующие годы берёза стала объектом почитания; возле неё совершалась гражданская панихида в день катастрофы.
После авиакатастрофы деревья, находящиеся вокруг аэродрома, были срублены для обеспечения безопасности полётов. Смоленская берёза была оставлена и на следующий год дала поросль на сломанном стволе. В апреле 2011 года польскими посетителями места катастрофы возле смоленской берёзы был оборудован небольшой помост для установки свечей и цветов.
В октябре 2012 года военные прокуроры Польши и геодезист провели детальное изучение берёзы, включая рентгеновское исследование, собрали фрагменты её ствола, ветвей и пробы ксилемы.
Некоторые польские учёные, использовав данные о сломе берёзы, провели научные исследования на основе методов аэродинамики, математического моделирования и сопротивления материалов. В 2011 году берёза стала объектом научных исследований Веслава Биненды, в 2012 году — астрофизика Павла Артымовича и американских учёных польского происхождения Криса Чешевски и Казимежа Новачика. Крис Чешевски, поддерживающий конспирологическую версию событий, заявил, что берёза была сломана за несколько часов до авиакатастрофы.
В августе 2012 года парламентская комиссия по анализу причин авиакатастрофы опубликовала доклад «28 месяцев после Смоленска», в котором на основании заключений Казимежа Новачика и Веслава Бенанды был выдвинут тезис, что самолёт не затронул берёзу, а пролетел над нею.

## Память
- Смоленская берёза была изображена на памятной монете 20 злотых и 2 злотых, которые в 2011 году выпустил Польский банк[14][15].
- Смоленская берёза изображена на памятнике жертвам катастрофы возле церкви святой Анны в Варшаве[16].
- Польский график Анджей Краузе написал две картины, посвящённые смоленской берёзе.
- Планируется изобразить смоленскую берёзу на будущем памятнике, посвящённом жертвам авиакатастрофы[17].
- Польский поэт Александр Шуманский написал стихотворение «Brzoza smoleńska», посвящённое смоленской берёзе[18].